# فيبي كيتس
فيبي كيتس كلاين (بالإنجليزية: Phoebe Cates Kline)‏ وإسمها الحقيقي فيبي بيل كيتس (بالإنجليزية: Phoebe Belle Cates)‏ وهي ممثلة أفلام وعارضة أزياء وسيدة أعمال أمريكية ولدت في يوم 16 يوليو 1963 في مدينة نيويورك في الولايات المتحدة، لها أداور عدة في أفلام المراهقة، منها فلم أوقات سريعة في مدرسة ريدجمونت الثانوية وأنا أحبك حتى الموت، فيبي كاتيس هي زوجة الممثل كيفن كلين منذ 1989 ولديها إبنين منه.

## فيلموغرافيا

### السينما والتلفزيون

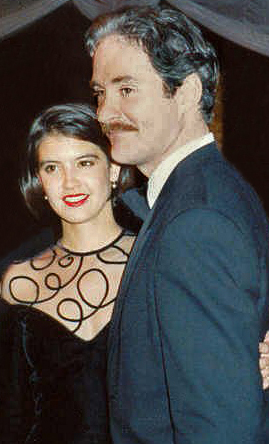
كيتس وكيفن كلاين في حفل ما بعد حفل توزيع جوائز الأوسكار لعام 1989

| عام  | الفيلم | الدور | ملاحظات |
| ---- | ------ | ----- | ------- |
| 1982 | الجنة  | سارة  |         |

## روابط خارجية
- فيبي كيتس على موقع IMDb (الإنجليزية)
- فيبي كيتس على موقع ميتاكريتيك (الإنجليزية)
- فيبي كيتس على موقع روتن توميتوز (الإنجليزية)
- فيبي كيتس على موقع ألو سيني (الفرنسية)
- فيبي كيتس على موقع ميوزك برينز (الإنجليزية)
- فيبي كيتس على موقع أول موفي (الإنجليزية)
- فيبي كيتس على موقع قاعدة بيانات برودواي على الإنترنت (الإنجليزية)
- فيبي كيتس على موقع قاعدة بيانات الأفلام السويدية (السويدية)
- فيبي كيتس على موقع إن إن دي بي (الإنجليزية)
- فيبي كيتس على موقع أول ميوزيك (الإنجليزية)